# Sabino Cuadra
Sabino Cuadra Lasarte (Amurrio, Álava, 24 de mayo de 1949) es un abogado, sindicalista y político español de ideologia independentista vasca.

## Biografía
Sabino Cuadra nació en la localidad alavesa de Amurrio (País Vasco) en 1949, aunque está afincado en Navarra desde la década de 1970, por lo que lleva viviendo casi 50 años en esta comunidad foral. Estudió la carrera de Derecho y tras finalizar los estudios trabajó durante algunos años como abogado laboralista y de orden público, entre 1974 y 1979. En 1979 entró a trabajar como funcionario de la Diputación de Navarra (posteriormente Gobierno de Navarra), siendo asesor jurídico de la misma. Cuadra ha sido funcionario de la administración navarra hasta que accedió a la jubilación en 2010, con 61 años de edad.

### Trayectoria política
Su militancia política se ha desarrollado desde la década de 1970 en organizaciones políticas de carácter izquierdista y vasquista. Inició su militancia en la organización trotskista vasco-navarra Liga Komunista Iraultzailea (LKI) y siguió en diversas formaciones y coaliciones sucesoras de la misma como Auzolan, Zutik o Batzarre. En los años 1990 abandonó Batzarre junto a su compañera, Begoña Zabala.
La creación en 1998 de Euskal Herritarrok, coalición que aunaba a Herri Batasuna con otras organizaciones e independientes de carácter izquierdista y vasquista procedentes de Batzarre y Zutik, unido a la tregua que había declarado ETA; le animaron a regresar a la política dentro de ese proyecto político. Participó en la configuración de dicha coalición y ocupó un puesto en la candidatura de EH a las elecciones al Parlamento Europeo de 1999.
Aunque nunca ha llegado a militar en Herri Batasuna o Batasuna, tras la ilegalización de estas organizaciones, sí ha aparecido como independiente en varias candidaturas que fueron ilegalizadas, como la de la plataforma electoral Iruñea Berria, que trató de presentarse a las Elecciones Municipales de 2003 en Pamplona o la lista de Herritarren Zerrenda al Parlamento Europeo en 2004.
En el terreno sindical, pasó de la corriente "Izquierda Sindical" de Comisiones Obreras a su actual militancia en LAB. 
Es también activo en el movimiento internacionalista desde hace varias décadas. Ha sido militante y sigue vinculado a Komite Internazionalistak (KI), organización de carácter asambleario fundada en 1979 al calor de la Revolución Sandinista y que continúa su actividad en el País Vasco.
Suele dar charlas, conferencias y escribe artículos ocasionalmente y ha sido colaborador de la revista Viento Sur.

### Diputado
Tras jubilarse en 2010 de su trabajo, Cuadra pudo pasar a dedicarse profesionalmente a la política. En 2011 fue elegido cabeza de lista por Navarra de la coalición electoral Amaiur, que agrupaba a la izquierda abertzale ilegalizada con Aralar, Eusko Alkartasuna y Alternatiba. Cuadra figuró en esta candidatura como independiente, siendo elegido Diputado del Congreso.
Durante la huelga general que convocaron los sindicatos nacionalistas vascos ELA-STV y LAB en el País Vasco y Navarra en septiembre de 2012, Cuadra sufrió una agresión policial de la que se hicieron eco varios medios de comunicación. Por ejemplo, la fotografía del diputado en Pamplona enseñando su acreditación a un policía mientras este le golpeaba fue portada del Financial Times. El 16 de septiembre de 2015 rompió varias hojas de la Constitución de 1978 en su turno de palabra en el Congreso de los Diputados mientras portaba una camiseta con la bandera independentista catalana (la Estelada). Acto seguido exclamó "¡Visca Catalunya lliure!". Unos días después fue expulsado de la tribuna al hacer de nuevo referencia a ese hecho sin retractarse.